# Martín Abel Rodríguez
Martín Abel Rodríguez Hernández (31 agosto 2005) è un calciatore cubano, attaccante dell'Yverdon II e della nazionale cubana.

## Carriera

### Club
Cresciuto nel settore giovanile dello Stade Nyonnais, ha debuttato in prima squadra il 15 dicembre 2023 nell'incontro di Challenge League (seconda divisione svizzera) perso 3-2 contro il Wil.
Il 18 luglio 2024 è stato acquistato a titolo definitivo dall'Yverdon, club di prima divisione, che lo ha assegnato alla propria seconda squadra, con la quale Rodríguez durante la stagione 2024-2025 ha realizzato 6 reti in 19 presenze nella quarta divisione svizzera.

### Nazionale
Ha debuttato con la nazionale cubana il 6 giugno 2025 nell'incontro di qualificazione per il campionato mondiale 2026 vinto 1-0 contro Antigua e Barbuda.

## Statistiche

### Presenze e reti nei club
Statistiche aggiornate al 11 giugno 2025.
| Stagione        | Squadra         | Campionato      | Campionato | Campionato | Coppe nazionali | Coppe nazionali | Coppe nazionali | Coppe continentali | Coppe continentali | Coppe continentali | Altre coppe | Altre coppe | Altre coppe | Totale | Totale | Totale |
| Stagione        | Squadra         | Comp            | Pres       | Reti       | Comp            | Pres            | Reti            | Comp               | Pres               | Reti               | Comp        | Pres        | Reti        | Pres   | Reti   |        |
| --------------- | --------------- | --------------- | ---------- | ---------- | --------------- | --------------- | --------------- | ------------------ | ------------------ | ------------------ | ----------- | ----------- | ----------- | ------ | ------ | ------ |
| 2023-2024       | Stade Nyonnais  | ChL             | 1          | 0          | CS              | 0               | 0               | -                  | -                  | -                  | -           | -           | -           | 1      | 0      |        |
| 2024-2025       | Yverdon II      | 1L              | 19         | 6          | -               | -               | -               | -                  | -                  | -                  | -           | -           | -           | 19     | 6      |        |
| Totale carriera | Totale carriera | Totale carriera | 20         | 6          |                 | 0               | 0               |                    | -                  | -                  |             | -           | -           | 20     | 6      |        |

### Cronologia presenze e reti in nazionale
| Cronologia completa delle presenze e delle reti in nazionale ― Haiti | Cronologia completa delle presenze e delle reti in nazionale ― Haiti | Cronologia completa delle presenze e delle reti in nazionale ― Haiti | Cronologia completa delle presenze e delle reti in nazionale ― Haiti | Cronologia completa delle presenze e delle reti in nazionale ― Haiti | Cronologia completa delle presenze e delle reti in nazionale ― Haiti | Cronologia completa delle presenze e delle reti in nazionale ― Haiti | Cronologia completa delle presenze e delle reti in nazionale ― Haiti |
| Data                                                                 | Città                                                                | In casa                                                              | Risultato                                                            | Ospiti                                                               | Competizione                                                         | Reti                                                                 | Note                                                                 |
| -------------------------------------------------------------------- | -------------------------------------------------------------------- | -------------------------------------------------------------------- | -------------------------------------------------------------------- | -------------------------------------------------------------------- | -------------------------------------------------------------------- | -------------------------------------------------------------------- | -------------------------------------------------------------------- |
| 6-6-2025                                                             | Oranjestad                                                           | Antigua e Barbuda                                                    | 0 – 1                                                                | Cuba                                                                 | Qual. Mondiali 2026                                                  | -                                                                    | 62’                                                                  |
| 10-6-2025                                                            | Oranjestad                                                           | Cuba                                                                 | 1 – 2                                                                | Bermuda                                                              | Qual. Mondiali 2026                                                  | -                                                                    | 70’                                                                  |
| Totale                                                               |                                                                      | Presenze                                                             | 2                                                                    |                                                                      | Reti                                                                 | 0                                                                    |                                                                      |